# 라시즘

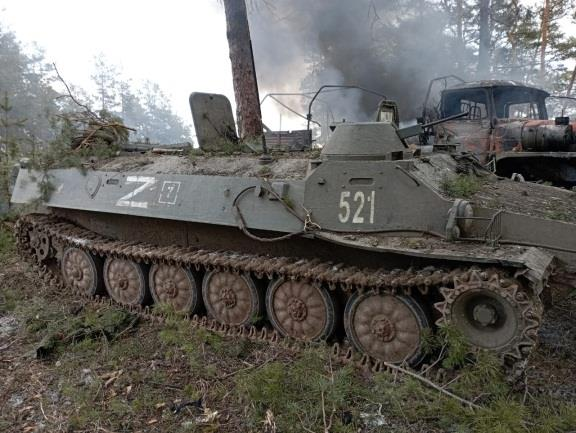
2022년 러시아의 우크라이나 침공 중 "Z" 기호가 그려진, 파괴된 러시아 MT-LB. 전세계적으로 러시아군과 찬전 러시아인들이 널리 사용한 Z 기호는 파시스트의 만자문(卍)과도 비교된다.

라시즘 또는 러시즘(러시아어: рашизм rashizm[*], pronounced [rɐˈʂɨzm]; Rashism, "러시아"와 "파시즘"의 합성어), 이전 명칭 루시즘(русизм)은 러시아가 파시스트 국가로 변모했다는 주장이자 대러시아 또는 러시아의 군사 팽창주의 이념을 일컫는 단어이다. 이러한 변모 과정은 "제3의 로마" 모스크바, 팽창주의와 같은 "특별한 문명화의 사명"이라는 러시아인들의 사상에 기초한 것으로 묘사되었다. 이 주장은 러시아의 군사적 침략 지지자를 식별하는 데 널리 사용되기도 한다.

## 용어의 역사
1995년 이치케리야 체첸 공화국 대통령 조하르 두다예프는 이 현상을 'русизм' (루시즘)이라고 했다. 두다예프는 러시아가 캅카스에서 진행한 군사 행동을 극우 이데올로기의 표출로 보았다. 두다예프에 따르면 'русизм'은 "대러시아 우월주의, 정신적 무력감, 부도덕성에 기반을 둔 여러 증오 이념이다. 인간과 자연 모두에 극도의 잔인함을 보인다는 점에서 파시즘, 인종차별주의, 민족주의와는 다르다. 그 뿌리는 모든 물질과 인간의 파괴, 그리고 초토화 전술이다."
이 용어는 남오세티야 전쟁 중인 2008년에 비공식 단체에서 더 일반적으로 사용되었다. 'рашизм' (라시즘)이라는 용어는 러시아 연방의 우크라이나 크림반도 병합, 2014년 7월 17일 도네츠크 인근에서 벌어진 보잉 777기 추락 사건, 2014년 러시아-우크라이나 전쟁 동안 대중 매체를 통해 급격히 확산되었다.
티모시 스나이더는 푸틴과 그 정권의 이념은 철학자 이반 일린의 영향을 받은 것으로 보았다. 러시아 학자인 블라디슬라프 이노젬체프는 러시아를 초기 파시스트 국가로 간주, 현재의 러시아 정권은 파시스트라고 주장했다. 민족주의와 민족성을 연구하는 폴란드 학자 토마스 카무셀라 (Tomasz Kamusella)와 《데일리 텔레그래프》 저널리스트인 알리스터 히스는 현재의 권위주의적인 러시아 정치 체제를 푸틴의 파시즘이라고 서술했다. 마리나 스네고바야는 푸틴이 이끄는 러시아는 파시스트 정권이라고 믿는다.

### 2022년 러시아의 우크라이나 침공
라시즘과 라시스트라는 용어는 언론인, 인플루언서, 블로거뿐만 아니라 우크라이나의 군사 및 정치계 엘리트들 사이에서도 일반적으로 사용된다. 예를 들어, 국가 안보 및 국방 위원회의 비서인 올렉시 다닐로우는 러시아의 우크라이나 침공을 설명할 때 러시아/푸틴의 파시즘이라는 의미로 이 단어를 사용하는 것을 지지하고, 라시즘이 파시즘보다 훨씬 더 나쁘다고도 말했다.
"오늘 저는 모든 언론인에게 '라시즘'이라는 단어를 사용하도록 호소하고 싶습니다. 이는 푸틴 대통령이 그의 국가와 함께, 즉 파시스트와 크게 다르지 않은 현대 라시스트들을 만들어낸 세계사상 새로운 현상이기 때문입니다. 이유를 설명하겠습니다. 공습 폭격이나 장비가 생기기 전에는, 도시를 파괴할 수 있는 힘은 없었기 때문입니다. 이제 그들은 완전히 다른 능력을 비인간적으로 사용합니다." — 올렉시 다닐로프.
2022년 4월 14일 우크라이나의 최고 라다는 러시아 연방을 전체주의적인 네오나치 정권이 있는 테러 국가로 인정하고 러시아 정권과 우크라이나 침략 행위의 찬양 및 고무를 금지했다. 2022년 4월 23일 우크라이나 대통령 볼로디미르 젤렌스키는 "러시아가 '나치즘'이 아닌 '라시즘'적 행위를 벌이고 있다. 이 새로운 개념은 역사서에 기록될 것"이라고 말했다.
"우리나라의 역사서에는 아무도 생각하지 못한 단어가 적힐 것입니다. 이미 우크라이나와 유럽 모든 사람들의 입에 오르내리는 그 단어, "라시즘"입니다. 이는 모든 사람들이 그것은 라시즘이라고 말하는 데서 그치지 않습니다. 단어는 새로운 것이나, 그 행위는 80년 전 유럽에서 자행한 것 그대로이지요. 이 80년간 우리 대륙에서 그러한 야만성을 찾아 볼 수 없었습니다. 따라서 라시즘은 역사책에도, 어쩌면 위키백과에도, 교실에도 남아 있을 개념입니다. 교실의 책상에서, 전 세계의 어린 아이들이 일어나 선생님께 대답할 것입니다. 라시즘이 시작된 날, 어느 나라에서 누가 이 끔찍한 개념에 맞선 자유를 위한 투쟁에서 승리하였는지 말입니다." — 볼로디미르 젤렌스키.

## 지지자

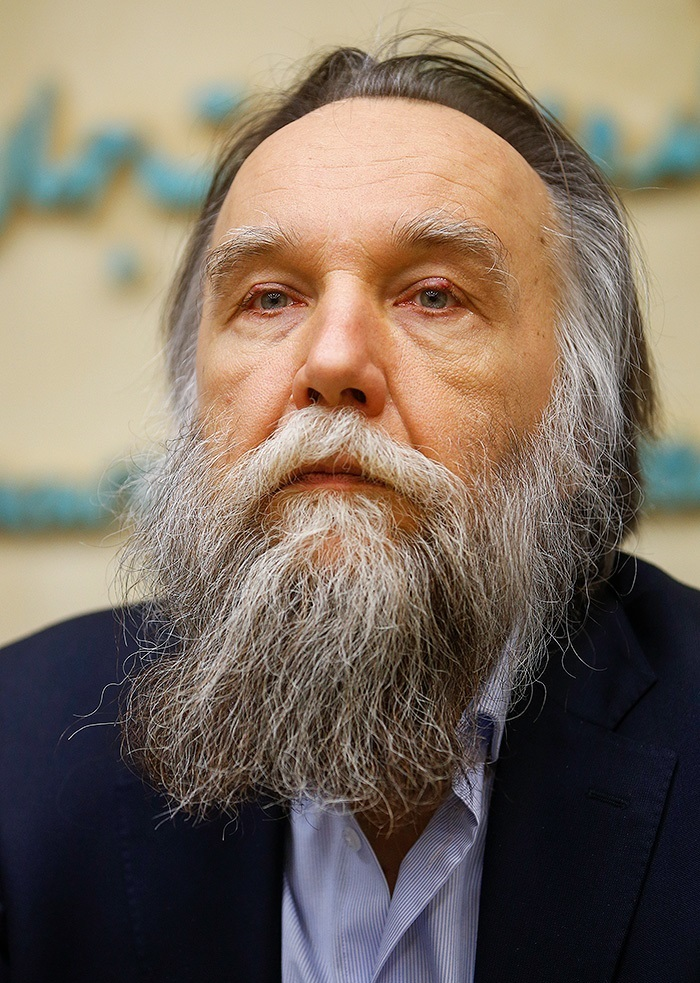
라시즘의 신봉자로 일컬어지는 알렉산드르 두긴

러시아 파시스트 알렉산드르 두긴은 러시아의 군사, 경찰, 외교 정책 엘리트들에게 중대한 영향을 끼친 그의 저서 《지정학의 기초: 러시아의 지정학적 미래》에서 우크라이나가 다음과 같은 이유로 러시아에 합병되어야 한다고 주장했다. "국가로서의 우크라이나는 지정학적 의미, 특별한 문화적 의의 또는 보편적 중요성, 지리적 고유성, 인종적 배타성도 없으며, 특정한 영토에 대한 야심은 유라시아 전체의 막대한 위험이다. 우크라이나 문제의 해결 없는 대륙 정책 논의란 총체적으로 무의미하다. 완충지대가 아닌 우크라이나의 독립은 허용되어서는 안 된다." 이 책은 2022년 러시아의 우크라이나 침공으로 이어진 블라디미르 푸틴의 외교 정책에 영향을 미쳤을 수도 있다.
2017년 율리아 스트레브코바는 '라시즘'과 '반우크라이나 감정'이 결합되어 "루스키 미르"(러시아적 세계)라는 보다 광범위한 러시아 신제국 이념 교리의 민족-국가적 벡터를 구성한다고 지적했다.
러시아의 대규모 우크라이나 침공 당시 키이우주의 학살 사태가 알려지자 러시아 국영 통신사 《리아 노보스티》의 웹사이트에 《러시아가 우크라이나와 해야 할 일》이라는 기사가 실렸다. 우크라이나 대량 학살을 정당화한 것으로 알려진 러시아 정치 공작원 티모페이 세르게이체프가 작성한 이 글은 우크라이나인 탄압, 비우크라이나화, 탈유럽화, 민족말살을 요구했다.
러시아 문제에 관한 옥스포드 전문가 사무엘 라마니에 따르면 이 기사는 "크렘린의 주류 의식을 대변한다." 유랙티브에 따르면, 세르게이체프는 "현대 러시아 파시즘의 신봉자 중 하나"이다. 라트비아 외무부 장관 에드가르스 린케비치는 이 기사를 보고 "평범한 파시즘"이라고 했다.
2022년 3월 예일대 역사학자 오드 아르네 베스타는 우크라이나에 대한 푸틴의 말이 (하버드 저널리스트 제임스 F. 스미스가 요약하자면) "과거 제국주의 세력의 식민지 인종 논쟁, 19세기 말과 20세기 초의 일부 발상"과 비슷하다고 말했다.

## 특징
정치학자 스타니슬라프 벨코프스키는 라시즘이 반파시즘으로 위장하지만, 그 면모와 본질은 파시즘적이라고 주장한다. 정치학자인 루슬란 클리우치니크(Ruslan Kliuchnyk)는 러시아 엘리트가 서방의 기준 없이 스스로 "주권적 민주주의"를 건설할 자격이 있다고 생각하지만, 러시아의 건국 전통을 참조한다고 말했다. 러시아의 행정 자원은 시민의 의지를 절대적으로 조작하는 메커니즘을 숨기는 민주적 외관을 보존하는 수단 중 하나이다.
러시아의 정치학자 안드레이 피온트코프스키는 블라디미르 푸틴 대통령의 연설이 아돌프 히틀러와 유사한 사상을 반영하는 등, 라시즘 이념이 여러 면에서 나치즘과 유사하다고 주장한다.
미국 역사학자이자 정치학자인 알렉산더 J. 모틸에 따르면 러시아 파시즘의 특징은 다음과 같다.
- 전통적인 권위주의와 전체주의와는 다른 비민주적인 정치 체제.
- 국가주의와 국수주의
- 최고 지도자에 대한 극단적 남성 숭배 성향(그의 용기, 전투력 및 신체적 기량 강조)
- 정권과 그 지도자에 대한 일반 대중의 지지.

교수 올렉산드르 코스텐코(Oleksandr Kostenko)에 따르면, 라시즘은 "환상에 기초하고, 러시아 사회에서 잘못 해석된 이익을 위한 자의성 허용을 정당화하는 이데올로기"이다. 외교 정책에서 라시즘은 특히 국제법 원칙 위반, 러시아에 유리하도록 역사적 진실 수정, 유엔 안전 보장 이사회의 거부권 남용 등으로 드러난다. 국내 정치에서 라시즘은 사상의 자유에 대한 인권 침해, '반대파' 구성원에 대한 박해, 언론을 이용한 국민 오도 행위 등으로 구현된다." 올렉산드르 코스텐코는 또한 라시즘을 소시오패스의 징후로 간주한다.

## 용어에 대한 비판
러시아의 우크라이나와의 전쟁을 지지한 러시아 텔레비전 진행자 티나 칸델라키는 자신의 텔레그램에서 위키백과의 "라시즘" 용어 사용을 비판하고, 이를 러시아인 대상의 "디지털 파시즘"이라 비난하며 러시아에서 위키백과를 이용하지 않을 것을 요청했다.

## 같이 보기
- 반우크라이나감정
- 체키즘
- 유라시아주의
- 러시아의 파시즘
- 나시즘
- 블라디미르 푸틴 대통령 임기의 정치 단체
- 러시아 연방의 선전
- 푸틴주의
- 푸틀러
- 러시아 파시스트당
- 러시아 제국주의

## 추가 자료
- Motyl, Alexander J. (2007년 12월 3일). “Is Putin's Russia Fascist?”. 《The National Interest》. 2013년 7월 31일에 원본 문서에서 보존된 문서. 2022년 4월 13일에 확인함.
- Umland, Andreas (2008년 3월 26일). “Is Putin's Russia really "fascist"? A response to Alexander Motyl”. 《History News Network》. 2022년 4월 22일에 원본 문서에서 보존된 문서. 2022년 4월 13일에 확인함.
- “Putin's Russia as a fascist political system”. 《Communist and Post-Communist Studies》 49 (1): 25–36. 2016년 3월 1일. doi:10.1016/j.postcomstud.2016.01.002. ISSN 0967-067X. 2022년 4월 22일에 원본 문서에서 보존된 문서. 2022년 4월 22일에 확인함.
- Snyder, Timothy (2022년 4월 23일). “The War in Ukraine Has Unleashed a New Word”. 《New York Times》. 2022년 4월 23일에 확인함. In a creative play on three different languages, Ukrainians identify an enemy: ‘ruscism.’